# Calleulype pseudolargetaui
Calleulype pseudolargetaui là một loài bướm đêm trong họ Geometridae.